# Verfassung Somalilands
Die Verfassung Somalilands ist die Verfassung der Republik Somaliland, die sich 1991 von Somalia für unabhängig erklärte und international nicht anerkannt ist. Sie ersetzte die 1993 an der Konferenz von Boorama ausgearbeitete Übergangs-Nationalcharta (Transitional National Charter) und wurde von Präsident Egal und dem Parlament ausgearbeitet. Die Verfassung schuf die Voraussetzungen für die Einführung einer Mehrparteiendemokratie und wurde in einem Referendum am 31. Mai 2001 von den Abstimmenden angenommen.

## Inhalt
Die Verfassung umfasst eine Präambel und vier Kapitel mit insgesamt 130 Artikeln.
In der Präambel wird auf die jüngere Geschichte Somalilands und die Versammlungen von 1991, 1993 und 1996 Bezug genommen und festgelegt, dass die Verfassung basieren soll auf den Prinzipien der Schari'a, den Ergebnissen der vorhergehenden Verhandlungen, der Gewaltentrennung, Dezentralisierung, dem Schutz des Eigentumsrechts und des freien Marktes, Grundrechten und individuellen Freiheiten und friedlicher Koexistenz mit anderen Staaten.
Der erste Teil des Kapitels 1 enthält grundlegende Bestimmungen zu Staatsgebiet, Bürgerrecht, Religion, Sprache und Nationalsymbolen. Der Islam wird als Staatsreligion festgelegt, das Propagieren anderer Religionen verboten. Teil 2 enthält allgemeine Prinzipien, so die Gleichheit aller Bürger, die Verantwortung des Staates in Bildungs- und Gesundheitswesen und Katastrophenhilfe und die Beschränkung der Anzahl von Parteien auf drei. Der dritte Teil befasst sich mit den grundlegenden Rechten und Pflichten der Bürger. In Artikel 24 wird das Recht auf Leben gewährt, mit der Ausnahme, dass zum Tode verurteilte Personen getötet werden dürfen. Körperstrafen werden verboten. In Artikel 33 (Religionsfreiheit) wird festgelegt, dass niemand zum Wechsel seiner Religion gezwungen werden darf. Weiter heißt es, dass die Schari'a einen Austritt aus dem Islam nicht zulässt.
Kapitel 2 befasst sich in Teil 1 mit dem Repräsentantenhaus, dem Unterhaus des Parlaments, und in Teil 2 mit dem Ältestenrat (Oberhaus).
Kapitel 3 handelt von der Exekutive. Kapitel 4 befasst sich mit der Judikative. Das 5. Kapitel enthält verschiedene weitere Bestimmungen.